# Programma di salvataggio degli attivi problematici
Il programma di salvataggio degli attivi problematici (in inglese Troubled Asset Relief Program più spesso abbreviato con la sigla TARP) è un programma del governo degli Stati Uniti per acquistare titoli tossici e azioni da istituzioni finanziarie per rafforzare il proprio settore finanziario. Esso fu approvato dal Congresso e firmato dal presidente George W. Bush il 3 ottobre 2008. Era una componente delle misure adottate dal governo americano nel 2008 per affrontare la crisi dei mutui subprime.
Il TARP, introdotto con l'Emergency Economic Stabilization Act of 2008, originariamente aveva ricevuto l'autorizzazione per effettuare spese per un valore complessivo di 700 miliardi di dollari. Il Dodd – Frank Wall Street Reform and Consumer Protection Act, convertito in legge nel 2010, ha ridotto l'importo autorizzato a 475 miliardi di dollari. Entro l'11 ottobre 2012, il Congressional Budget Office (CBO) ha dichiarato che gli esborsi totali sarebbero stati di $ 431 miliardi e ha stimato il costo totale, comprese le sovvenzioni per i programmi di mutuo che non sono stati ancora concessi, a $ 24 miliardi.
Il 19 dicembre 2014, il Tesoro degli Stati Uniti ha venduto le sue rimanenti partecipazioni di Ally Financial, ponendo sostanzialmente fine al programma.